# 袖ケ浦市立奈良輪小学校
袖ケ浦市立奈良輪小学校（そでがうらしりつ ならわしょうがっこう）は、千葉県袖ケ浦市にある公立小学校。

## 沿革
- 1983年 - 袖ヶ浦町立昭和小学校から分離し、開校
- 1991年4月1日 - 市制施行により、袖ケ浦市立奈良輪小学校となる

## 周辺
- 弁天神社
- 昭和保育園
- 京浜工業地帯
- 東京湾

## 交通アクセス
- JR内房線袖ケ浦駅から徒歩16分